# Francisco Domínguez Pérez
Francisco Domínguez Pérez (Fuengirola, Málaga, 22 de febrero de 1944) es un exfutbolista español que se desempeñaba como defensa.

## Clubes
| Club            | País   | Año       |
| --------------- | ------ | --------- |
| Real Jaén C. F. | España | 1962-1963 |
| C. D. Málaga    | España | 1963-1969 |
| Real Zaragoza   | España | 1969-1974 |
| Burgos C. F.    | España | 1974-1976 |